# Rohrbündelwärmeübertrager

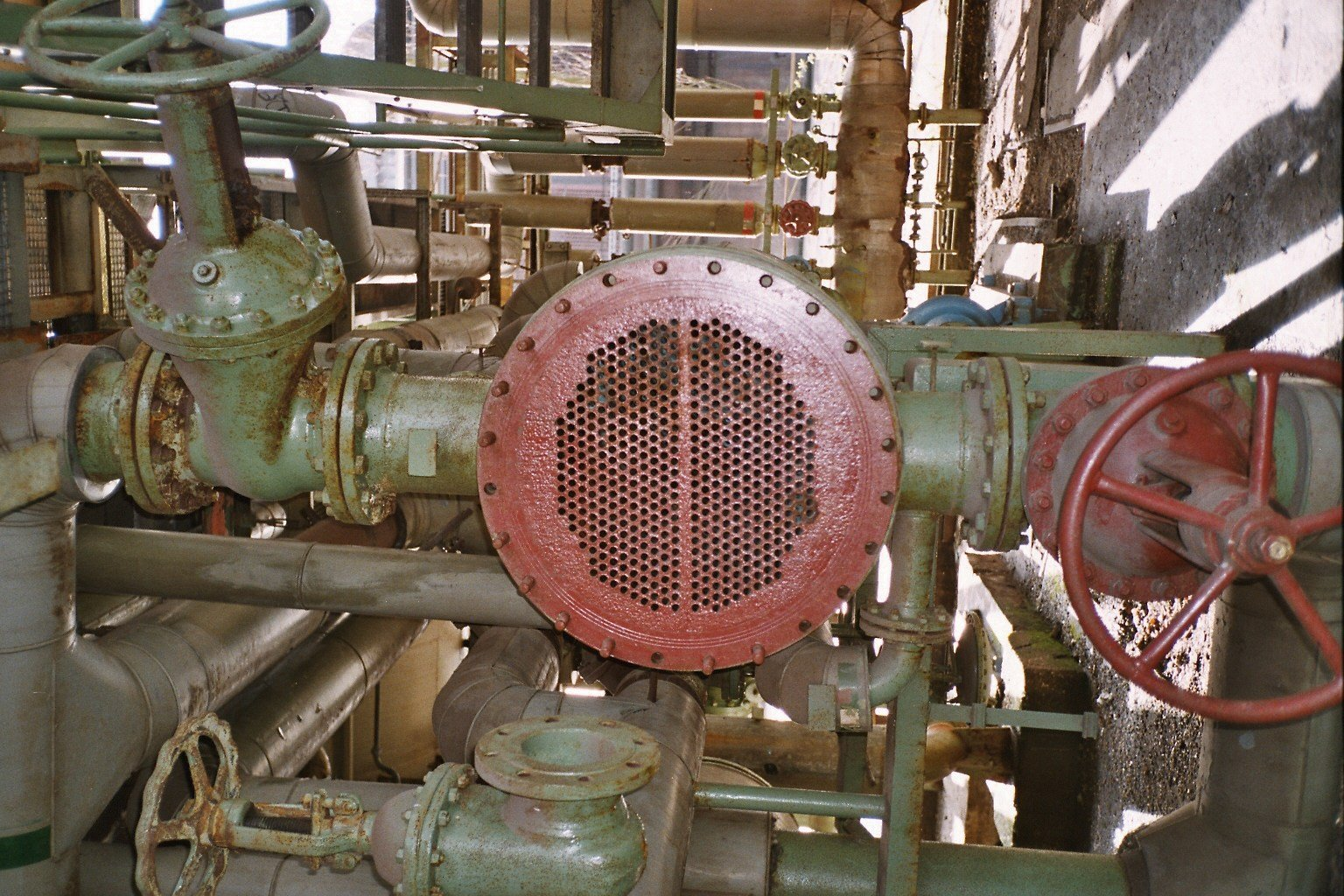
Der Rohrboden eines Rohrbündelwärmeübertragers

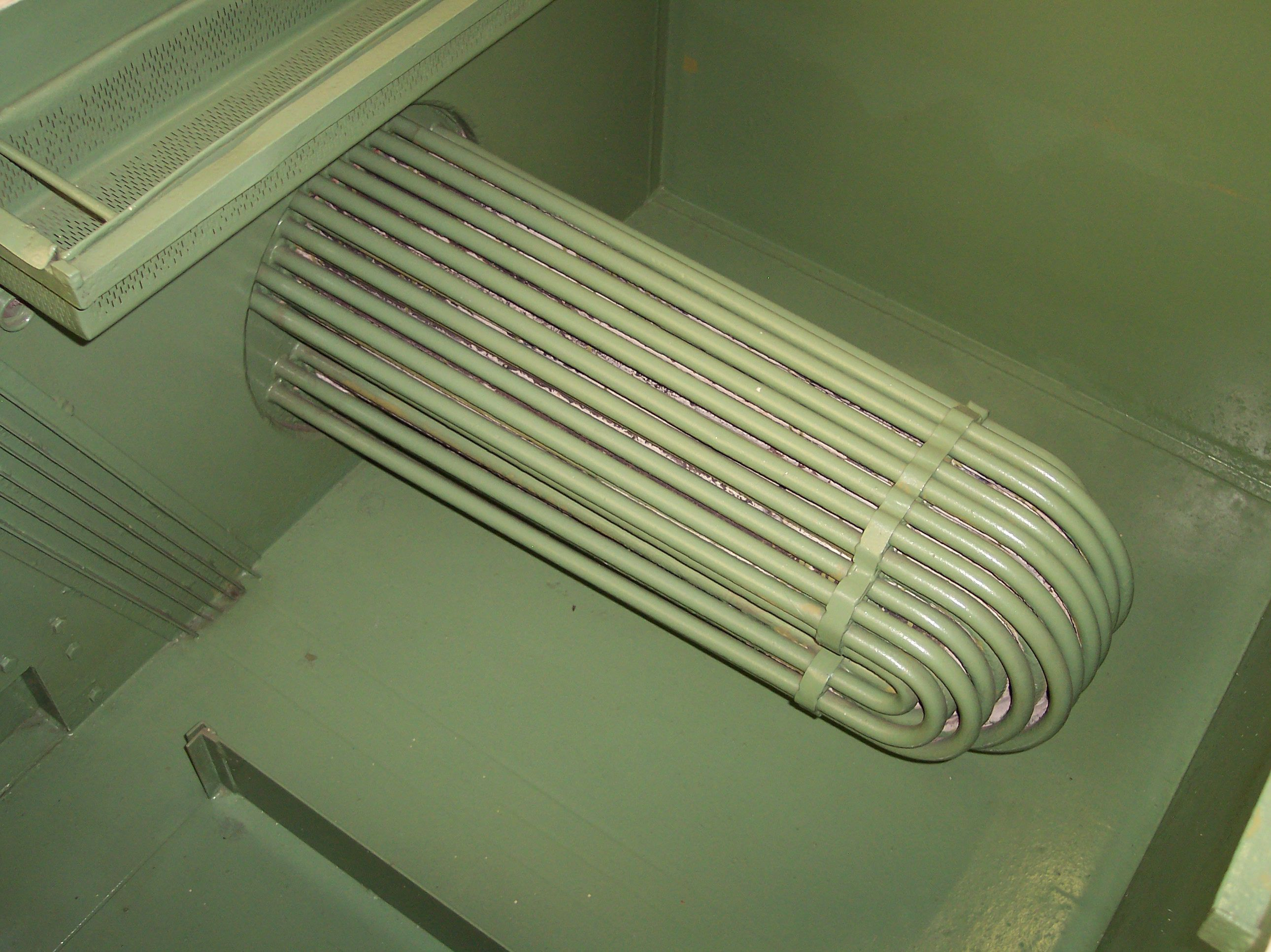
Offener Rohrbündelwärmetauscher

Verfahrenstechnisches Symbol eines Rohrbündelwärmeübertragers in einem R&I-Fließschema

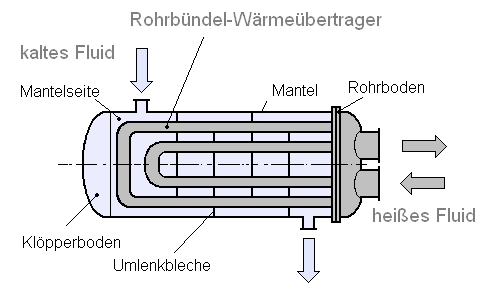
Schema

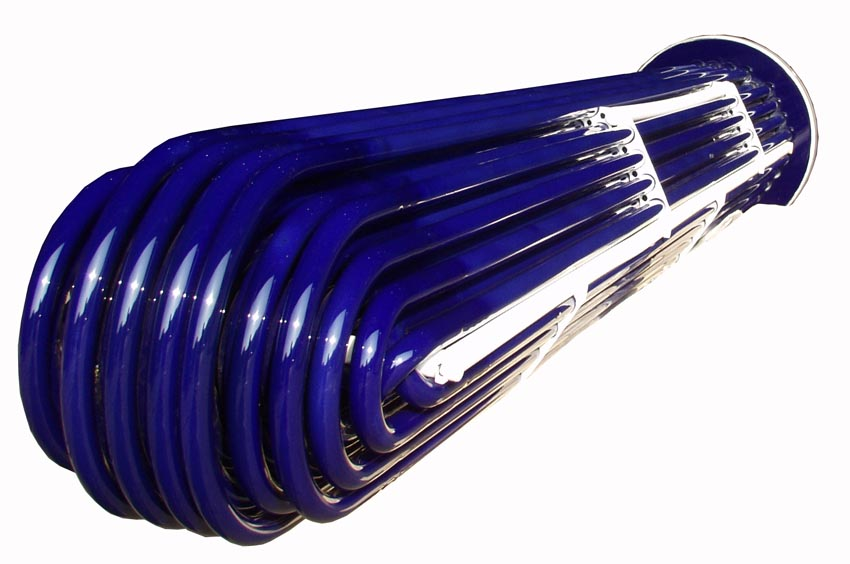
Emaillierter Rohrbündelwärmeübertrager für die chemische Industrie

Der Rohrbündelwärmeübertrager (RWÜ) (engl.: shell and tube heat exchanger) ist ein thermischer Apparat zur Übertragung von Wärmeenergie von einem Körper auf einen zweiten. Manchmal wird ein Rohrbündelwärmeübertrager auch "Rekuperator" genannt, weil er im Gegensatz zu Regeneratoren ohne Zwischenspeicherung die Wärme überträgt. Weit verbreitet ist noch die Bezeichnung Rohrbündelwärmetauscher. Manche sehen diesen Begriff, ebenso wie die DIN-Bezeichnung Rohrbündel-Wärmeaustauscher, als irreführend, da Wärme nur vom heißen Medium zum Kalten übertragen und nicht getauscht wird. Demgegenüber steht die berechtigte Annahme, dass der wärmeführende Massenstrom "getauscht" wird. De facto ist die Verwendung beider Begriffe korrekt und gerechtfertigt.
Rohrbündelwärmeübertragern sind indirekte Wärmeübertrager, da die Wärmeübertragung durch die Trennwände der beiden Medien getrennt erfolgt. Ein Stoffaustausch ist nicht möglich.
Technisch wird der Rohrbündelwärmeübertrager durch einen Hohlzylinder aus Stahlblech verwirklicht. In dessen Inneren befinden sich einige Zehn bis tausende Rohre mit einer geringen Nennweite. Durch den Blechzylinder strömt das erste Medium, durch die Rohre das zweite. Bei diesem Vorgang kühlt das heißere Medium ab, während das kältere Medium aufgeheizt wird.
Je nach Betriebsweise und Strömungsrichtung der Medien unterscheidet man:
- Gegenstromrekuperatoren
- Kreuzstromrekuperatoren
- Gleichstromrekuperatoren

Die Übertragung der Wärme ist bei einem Gegenstromrekuperator am besten gewährleistet. Der Wärmeübergang ist bei einem Gleichstromrekuperator geringer. Dieser eignet sich vorzugsweise für ein Angleichen der Temperaturen der Medien. Weiterhin ist der Gleichstromwärmeübertrager aufgrund geringerer thermischer Spannungen besser für ein schnelles Abkühlen oder Aufheizen geeignet. Der Kreuzstromrekuperator stellt einen Kompromiss aus den beiden anderen Bauarten dar.
Beispiele für Rohrbündelwärmeübertrager:
- Kondensator als Kreuzstromrekuperator
- Ölkühler an Großmaschinen, meist als Gegenstromrekuperator betrieben, auch als Sicherheitskühler
- Abgaswärmetauscher in industriellen Prozessen

Rekuperatoren dienen zur Rückgewinnung von Abwärme bei Öfen. Die heißen Abgase werden durch Kanäle oder Rohre geleitet, an deren erhitzten Wänden sich die in den Ofen ziehenden Gase erwärmen. Die Wand, welche die Wärme vermittelt, kann aus hitzebeständigem Stahl, Gusseisen oder aus Keramik bestehen. Rekuperatoren werden den Wärme- und Glühöfen nachgeschaltet, sie verbessern deren Wirkungsgrad und erhöhen die Ofentemperatur.
Breite Verwendung finden Rohrbündelwärmeübertrager in der chemischen Industrie sowie in der Lebensmittelindustrie. Sie werden dort in vielfältiger Form zum Aufheizen, Verdampfen, Kühlen und Kondensieren von Medien eingesetzt.

## Ausgewählte Normen
- DIN 28008 Toleranzen und Grenzabmaße für Rohrbündel-Wärmeaustauscher
- DIN 28183 Rohrbündel-Wärmeaustauscher – Benennungen
- DIN 28185 Einbauten für Rohrbündel-Wärmeaustauscher
- DIN 28190 Rohrbündel-Wärmeaustauscher mit geschweißtem Schwimmkopf – Ausführungsbeispiele für Rohranordnung und Schwimmkopf